# Will Keane
William David Keane (ur. 11 stycznia 1993 w Stockport) – angielski piłkarz irlandzkiego pochodzenia występujący na pozycji napastnika w angielskim klubie Hull City. Wychowanek Manchesteru United, w swojej karierze grał także w takich zespołach jak Wigan Athletic, Queens Park Rangers, Sheffield Wednesday oraz Preston North End. Były młodzieżowy reprezentant Anglii. Brat Michaela Keane'a.